# Accident ferroviaire de Ryongchon

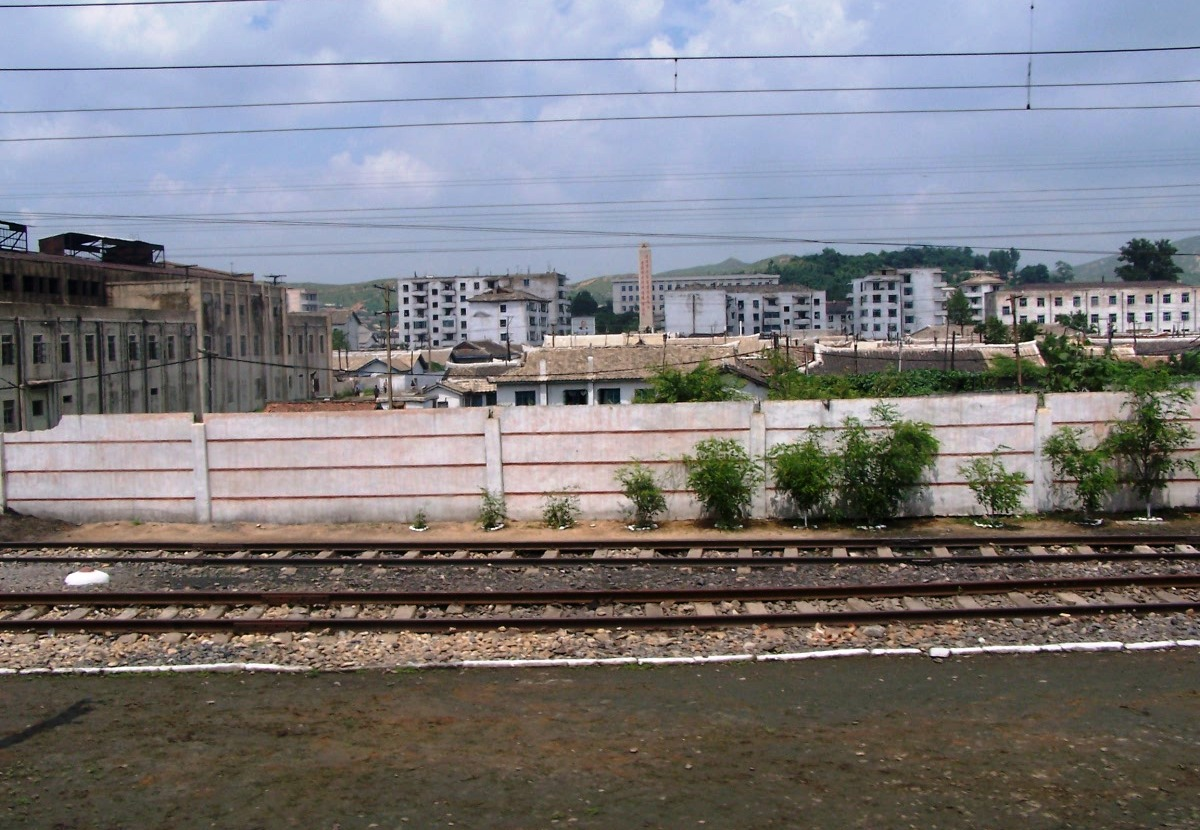
La gare de Ryongchon en 2005.

L'accident ferroviaire de Ryongchŏn est intervenu dans la ville de Ryongchŏn (Corée du Nord), près de la frontière chinoise le 22 avril 2004.
La catastrophe s'est produite lorsqu'un chargement inflammable a explosé dans la gare de Ryongchon à environ 13 h locale (04:00 GMT). La nouvelle a été annoncée par les médias sud-coréens, qui ont rapporté que l'explosion et les incendies consécutifs avaient causé près de 3 000 victimes, morts ou blessés.
Le gouvernement nord-coréen a décrété l'état d'urgence dans la région, mais a communiqué très peu d'informations sur l'accident. Peu après celui-ci, il a coupé les liaisons téléphoniques avec le reste du monde (soit  pour empêcher la couverture de l'événement par les médias étrangers, soit pour éviter la diffusion de l'information à la population du pays),.

## Effets
Concession inhabituelle de la part des autorités nord-coréennes, la Croix-Rouge a été autorisée à intervenir dans la zone, et est la seule organisation extérieure à avoir pu visiter le site de la catastrophe.
Selon la Croix-Rouge, 160 personnes ont été tuées et 1 300 blessées dans la catastrophe.
Une vaste zone a été touchée, des débris projetés en l'air étant même retombés de l'autre côté de la frontière, en Chine (des photos satellitaires publiées par la BBC visaient à montrer les dommages étendus dans la ville, mais elles ont été retirées par la suite, car en réalité elles montraient la ville de Bagdad à une date antérieure, et le fort contraste noir-blanc avait été mal interprété).
La Croix-Rouge rapporta que 1 850 habitations et immeubles avaient été détruits et 6 350 autres endommagés.
Le 23 avril, les Nations unies reçurent un appel à l'aide internationale de la part du gouvernement nord-coréen.
Le 24 avril, quelques diplomates et agents humanitaires ont été autorisés à entrer dans le pays pour évaluer la catastrophe.

## Causes
Les causes et la nature de l'accident ont fait l'objet de beaucoup de conjectures, diverses explications ayant été avancées.

### Comment la catastrophe est-elle survenue?
Plusieurs hypothèses ont été envisagées :
- On a indiqué initialement que l'explosion résultait d'une collision entre deux trains transportant du carburant (essence) et du gaz de pétrole liquéfié, peut-être offerts par la Chine pour atténuer la pénurie de carburant en cours à l'époque[3].

- Des diplomates et agents humanitaires en Corée du Nord ont suggéré plus tard que l'explosion se serait produite lorsque des matières explosives (peut-être de la dynamite ou des formes de poudre) ont été manipulées dans des wagons, et peut-être amorcées par le contact avec un câble d'alimentation électrique sous tension. Cela est corroboré par des communications de représentants nord-coréens à l'agence de presse russe Itar-Tass et de sources gouvernementales à l'agence japonaise Kyodo. Ces explosifs auraient été destinés à des travaux de construction d'un canal.

- L'agence de presse officielle chinoise Xinhua a rapporté qu'il y avait eu une fuite de nitrate d'ammonium, substance employée dans certains explosifs, comme engrais ou dans des propergols pour moteurs-fusées. Le Sunday Telegraph attribua la catastrophe à « l'explosion d'un train chargé de nitrate d'ammonium »[7]. L'agence centrale de presse nord-coréenne, KCNA, a apparemment confirmé l'information donnée par Xinhua en indiquant que l'accident était « dû à un contact électrique causé par une négligence lors de l'aiguillage de wagons chargés de nitrate d'ammonium pour engrais »[8],[9].

### Pourquoi cette catastrophe s'est-elle produite?
Le dirigeant nord-coréen, Kim Jong-il, est passé dans la gare quelques heures avant l'explosion lors de son retour d'une rencontre en Chine. On a émis l'hypothèse que l'explosion aurait pu être une tentative d'assassinat, mais les services de renseignement sud-coréens ont estimé que c'était un accident.
Une hypothèse est que l'un des trains impliqués transportait du carburant provenant de Chine. Si l'accident était vraiment lié à une collision de trains, la cause aurait pu résider dans une erreur de communication concernant les horaires ferroviaires, erreur due à l'itinéraire du train de Kim Jong-il.
D'autres observateurs ont suggéré que le mauvais état du réseau ferroviaire nord-coréen pourrait avoir contribué à la catastrophe. Il consiste pour près de 90 % de transports de marchandises. Les voies, construites par les Japonais pendant la Seconde Guerre mondiale, sont  signalées comme étant en mauvais état,  et le matériel roulant vieillissant est limité en vitesse à 65 km/h (en partie à cause du mauvais état du réseau électrique nord-coréen).

## Réponse du gouvernement nord-coréen
La reconnaissance de l'accident par le gouvernement nord-coréen, d'une franchise inhabituelle, pourrait être un signe de dégel de l'emprise du parti sur les médias, notoirement connus pour leur secret et leur fonction de porte-voix.
Lorsque le pays a souffert de sécheresse au début des années 1990, l'inertie bureaucratique et la réticence à reconnaître l'échec ont retardé les demandes de secours à l'étranger et entraîné la mort d'inanition de millions de personnes.